# Gaines Post
Gaines Post (Haskell, Texas, 7 mars 1902 - Haskell, Texas, 19 décembre 1987), est un historien de la pensée politique médiévale.
Après avoir étudié à l'Université de Harvard sous la direction du médiéviste Charles H. Haskins et avoir obtenu son PhD en 1931, il enseigna à l'Université de Madison dans le Wisconsin, où il fut nommé professeur en 1941, avant d'être professeur d'histoire à l'Université de Princeton de 1964 à 1970.
Ses travaux, dont l'influence demeure importante et en font un des historiens les plus lus dans son domaine, aux côtés d'Ernst Kantorowicz, de Walter Ullmann et de Brian Tierney, portent notamment sur les concepts de souveraineté, de raison d'État et de représentation politique.
L'un de ses deux fils, Gaines Post junior, né en 1937, est un historien des relations internationales et a enseigné lui aussi à l'Université de Princeton.

## Ouvrage
- (en) Studies in Medieval Legal Thought : Public Law and the State, 1100-1322, Princeton, 1964, rééd. 2015.

## Articles
- (en) « 'Masters' Salaries and Student-fees in the Mediaeval Universities », Speculum, 7/2, 1932, p. 181-198.
- (en) « Roman Law and Early Representation in Spain and Italy », Speculum, 1943, p. 211-232.
- (en) « A Romano-Canonical Maxim, Quod omnes tangit », in Bracton and Early Parliaments. Traditio, 4, 1946, p. 197-251.
- (en) « Two Notes on Nationalism in the Middle Ages », Traditio, 9, 1953, p. 159-184.
- (en) « Alexander III, the "Licentia docendi" and the Rise of the Universities », in Charles H. Taylor éd., Anniversary Essays in Medieval History, Boston, 1929, p. 255-277.
- « Ratio publicae utilitatis, ratio status et 'raison d’État' : 1100-1300 » [1964], trad. fr. dans Christian Lazzeri, Dominique Reynié, dir., Le Pouvoir de la raison d’État, Paris, PUF, 1992, p. 13-90.
- (en) « Sovereignty and its limitations in the Middle Ages, 1150-1350 », dans XIIIth International congress of historical sciences, Moscou, "Nauka" Publishing House.
- (en) « Vicentius Hispanus, 'pro Ratione Voluntas' and Medieval and Early Modern Theories of Sovereignty », Traditio, 28, 1972, p. 159-184.